# Tina Weymouth
Pour les articles homonymes, voir Weymouth.
Tina Weymouth, née le 22 novembre 1950 à Coronado, en Californie, est une musicienne américaine, bassiste du groupe de new wave Talking Heads.

## Biographie
Elle est née à Coronado en Californie. Sa mère, Laura Bouchage, est française originaire de Penvénan, son arrière-grand-père est Anatole Le Braz, un écrivain breton. Son père, Ralph Weymouth, était vice amiral dans la Navy. Elle devient cheerleader à l'école. Son frère Yann Weymouth est marié avec Lally Weymouth. 
En 1975, elle rejoint le groupe Talking Heads comme bassiste.
En 1977, elle se marie avec Chris Frantz, le batteur de ce groupe. Ils auront deux enfants, Robin et Egan. En 1980, avec Chris Frantz ils forment le groupe Tom Tom Club.

Tina Weymouth lors d'un concert en 1977.